# 蜘蛛人3
《蜘蛛人3》（英語：Spider-Man 3）是一部2007年上映的美國超級英雄电影，改編自漫威漫畫旗下的超級英雄角色蜘蛛人。本片是蜘蛛人系列電影的第三部作品，亦是2004年電影《蜘蛛人2》的續集，同時為該系列的最終作。本片由山姆·雷米執導，並由陶比·麥奎爾、克莉絲汀·鄧斯特、詹姆斯·法蘭科、罗斯玛丽·哈里斯、J·K·西蒙斯、湯馬斯·海登·喬許、陶佛·葛瑞斯和布萊絲·達拉斯·霍華主演。
電影設定於第二部劇情發生的三年後，彼得·帕克繼續蜘蛛人英雄使命時，其戀人瑪莉珍·華生則繼續她的演藝事業，昔日摯友哈利·奧斯本變成新一代綠惡魔，開始追殺彼得來為父報仇。電影同時首次介紹兩位蜘蛛人的新敵人：沙人和猛毒，同時介紹蜘蛛人的另一名戀人關·史黛西。
本片在2007年上映後獲得8.9億美元的全球票房，作為三部曲的最高票房收入成績。上映後獲得中等評價，好評主要集中於動作場面、演出、特效、音樂方面，而負評主要集中於部分無伸張的情節以及過多反派。本片的票房原本能讓哥倫比亞影業製作將在2011年5月6日上映的第四部電影，但後來還是取消該計劃，轉去製作一個全新的蜘蛛人獨立電影系列《蜘蛛人：驚奇再起》。

## 劇情
彼得·帕克自從被戀人瑪莉珍·華生發現自己的「蜘蛛人」身份後，如今跟她交往三年而準備向她求婚。就在瑪莉珍剛在百老匯劇院初演完成後，彼得和她在中央公園裡賞流星雨時，未注意到一顆小型隕石落至他們附近。隕石中附有的外星黑色共生體，偷偷爬上彼得的摩托車跟著他回家。哈利·奧斯本得知彼得是蜘蛛人後决定為父報仇，靠父親諾曼遺留的完善配方增強體能，再靠裝備繼承綠惡魔身份。他搭乘滑翔翼襲擊回家途中的彼得，經歷街巷的一番鬥爭後被水管重擊頭部至昏迷，被彼得送醫清醒後患上逆行性失憶症，記憶倒退回高中時期，並忘記彼得是蜘蛛人。與此同時，一名越獄逃犯佛林特·馬可回家見到他身患絕症的女兒潘妮一面，隨後繼續逃亡卻不慎掉進實驗重地，受粒子加速器實驗影響而身體發生分解，跟周圍的沙子融合後變成能自由變形的「沙人」。
彼得化身蜘蛛人營救即將墜樓的大學同學關·史黛西，關因此在慶祝活動上感謝蜘蛛人並當眾吻他，這讓瑪莉珍感到生氣與不解。遠處，能自由控制沙子的馬可襲擊一輛運鈔車，希望能將其作為女兒的治療費，彼得前去干預時因未預估他的能力，雖然救下運鈔車卻也讓馬可逃跑。後來，關的父親兼紐約市警察隊長喬治·史黛西向彼得和梅嬸匯報說，馬可才是五年前搶車並槍殺班叔的真兇，而搶錢的丹尼斯·卡雷汀只是幫兇。憤怒的彼得收聽警用頻道追尋馬可過程中，共生體偷偷爬入穿著蜘蛛人戰服的彼得身上，跟其混合後將戰服變為黑色並增強彼得的實力。然而，共生體同時黑化彼得的善良心靈，使他著裝黑戰服至下水道跟搶完錢的馬可再次發生衝突。彼得發現馬可無法在水中維持沙子之身，便打開水管將馬可分解沖走，認為他已為班叔報仇雪恨。
瑪莉珍隨著初演失敗而事業潦倒，失落之下找出院的哈利獨處，哈利重燃對瑪莉珍的舊情，一度親吻她卻被瑪莉珍推拒。受打擊的哈利突然間恢復記憶，在父親的幻覺督促下繼續報復行動，以彼得性命威脅瑪莉珍忍痛跟彼得分手。然而彼得最終發現是哈利從中搗亂，換上黑戰服跑到哈利的頂層公寓跟他一決高下。彼得擊敗哈利後諷刺他父親從來沒有愛過他，當哈利扔出一顆南瓜炸彈時，彼得將其扔回去使哈利被炸傷毀容。而後，彼得發現他在《號角日報》的競爭對手攝影師艾迪·布洛克，在報紙上發表一張經過電腦成像而偽造的“蜘蛛人偷竊”照片。他來到報社以確鑿證據當眾揭發艾迪的造假行為，總編J·喬納·詹姆森直接將艾迪開除並撤回新聞；生活順心加上強大力量讓彼得認為這件黑戰服是天賜。同時，馬可成功克服怕水弱點，存活下來並逃出下水道。
為了讓瑪莉珍嫉妒，彼得將關約至瑪莉珍如今工作的夜間俱樂部，而關領略到彼得的企圖後便失望離開。隨後彼得跟酒吧保安起爭執，無意間打到瑪莉珍，霎那間發現自己變得殘暴無常。彼得到教堂頂端反省時決定擺脫共生體，利用教堂鐘聲的強大聲波干擾共生體後從身上撕下來。這時，身敗名裂的艾迪來到教堂裡祈禱能殺死彼得時，聽見彼得的喊聲後來到鐘塔下方，不但注意到彼得是蜘蛛人，還跟落下來的共生體融合後變成邪惡的「猛毒」。艾迪隨後找到馬可提出聯手，殺死蜘蛛人以永絕後患，他隨後綁架瑪莉珍、在一座建築工地高樓上佈下黑色蜘蛛網，而樓下由與沙子合體成巨人的馬可看守。
由於哈利拒絕幫忙，彼得只好獨自上陣，在一對二的情況下完全無力招架而幾近送命。而這時哈利從曾經處理過父親遺體的管家伯納德供述中得知真相，父親之死證實是咎由自取，因此醒悟而搭滑翔翼趕到營救彼得並攜手共戰。哈利跟彼得一起救下瑪莉珍，隨後發射導彈使馬可散架。但猛毒依然以一敵二，撿起哈利的滑翔翼刀刃準備刺向避無可避的彼得，而哈利縱身為彼得擋刀而受致命傷。彼得找準時機將猛毒圍在多根鐵柱之中，連續敲打出高音聲波來讓艾迪脫離共生體。當彼得準備用南瓜炸彈消滅猛毒時，艾迪不願讓牠毀滅而跳回去想挽救牠，最後伴隨共生體一併炸成灰燼。
恢復人形的馬可向彼得陳述五年前的實情，解釋班叔在被他搶車時一度用心勸阻過他而使自己一度動搖，然而卻被搶完錢的搭檔丹尼斯用手推一下，才導致手裡的槍意外走火殺死班叔。馬可表示這五年來都因自己的所為備受煎熬，如今只想救他的女兒，解開心結的彼得最終原諒馬可，讓馬可釋懷並化為沙子離去。重傷的哈利臨死之際，跟彼得釋盡所有前嫌且證明他們的友情，最後在彼得和瑪莉珍的陪伴下安詳離世。哈利死後，彼得、瑪莉珍、梅嬸、關和管家伯納德等人均出席他的葬禮。最後，彼得和瑪莉珍正式和解，兩人在夜店裡跳著舞並相擁。

## 演員
| 演員                       | 角色                                            | 備註 |
| 陶比·麥奎爾 Tobey Maguire  | 「蜘蛛人」彼得·帕克 Spider-Man / Peter Parker   | 紐約市家喻戶曉的英雄「蜘蛛人」，高中時被帶有輻射能量的超級蜘蛛咬傷，自此擁有蜘蛛般的強大力量。如今出道五年的他名聲四起，準備跟瑪莉珍求婚。 |
| 克莉絲汀·鄧斯特            | 瑪莉珍·華生 Mary Jane Watson                    | 彼得的戀人兼高中同學，現在是百老匯劇院的女演員，自從三年前發現彼得是蜘蛛人的實情後，從此徹底愛上他。                                       |
| 詹姆斯·法蘭科 James Franco | 綠惡魔二世 哈利·奧斯本 Goblin II / Harry Osborn | 彼得的摯友，諾曼·奧斯本的兒子，到現在都將父親之死怪罪於蜘蛛人，發現彼得的身份後一心決定為父報仇。                                          |
| 湯馬斯·海登·喬許           | 「沙人」佛林特·馬可 Sandman / Flint Marko       | 一名越獄逃犯，有一個身患絕症的女兒，由於家境貧窮，一心只想拿到錢為女兒治療，讓他於五年前搶劫時意外殺死彼得的叔叔班·帕克。                  |
| 陶佛·葛瑞斯                | 「猛毒」艾迪·布洛克 Venom / Eddie Brock         | 《號角日報》的新攝影師，同樣負責拍攝蜘蛛人的照片，彼得的競爭對手，之後無意間頂替彼得讓共生體與自己融合而變成猛毒。                         |
| 布萊絲·達拉斯·霍華         | 關·史黛西 Gwen Stacy                            | 彼得的大學同學，同樣專攻物理系，對彼得富有好感，即使她是艾迪的約會對象。                                                                   |
| 罗斯玛丽·哈里斯            | 梅·帕克 May Parker                              | 彼得的嬸嬸，是他唯一的親人，丈夫班·帕克喪生後獨居在家，一直教導著彼得做人的道理。                                                          |
| J·K·西蒙斯                 | J·喬納·詹姆森 J. Jonah Jameson                  | 《號角日報》的總編輯，彼得的報社上司，為人冷淡刻薄但略帶幽默，直到現在仍將蜘蛛人視為紐約市公敵。                                           |
| 詹姆斯·克倫威爾            | 喬治·史黛西 George Stacy                        | 關的父親，紐約市警察局長，負責緝拿佛林特·馬可。                                                                                            |
| 迪倫·貝克                  | 柯特·康納斯 Dr. Curt Connors                    | 彼得的大學教授，這次幫彼得分析共生體。 |

## 評價
爛番茄新鮮度63%，基於261條評論，平均分為6.2/10，而在Metacritic上得到59分，IMDB上得6.2分，評價兩極。

## 票房
由於商業原因，《蜘蛛俠3》在2007年5月1日全球公映。全球總票房為8.908億美金。
北美方面，零點首映票房為1000萬美金，首日的票房收入為5984萬美金，打破《神鬼奇航2》的5580萬美金票房。首周票房並創下1.51億美金票房。最終總票房為3.36億美金票房。
在日本和韓國，此電影的首日票房都超越了《蜘蛛俠2》。《蜘蛛俠3》在香港、台灣、東南亞等地方也創下首日票房新高。其中香港的開畫日收入為738萬港元。
台灣方面，首日票房為新台幣3300萬元；最終全台票房為新台幣2.48億元。
| 上一届： 恐怖社區 | 2007年全美週末票房冠軍 5月6日-5月13日 | 下一届： 史瑞克三世 |